# Glad jag städse vill bekänna
Glad jag städse vill bekänna är en doppsalm skriven av Erdmann Neumeister år 1718 (samma år som Karl XII dog) och översatt av Johan Alfred Eklund år 1910. 
Det är en doppsalm av en utpräglad lutheran och barndöpare, men har ändå kunnat accepteras av andra samfund med annan syn på dop och psalmen ingår i psalmbokens ekumeniska del (som nummer 69). Kanske beror det på att psalmen är just så glad som inledningen anger. Den behandlar dopet som källa till glädje och inte som en stridsfråga.
En annan översättning av samma psalm (Glad bekänner jag för världen) finns i Luthersk psalmbok och är utförd av Per Jonsson (1928–1998, kyrkoherde i Landskrona tillhörande Evangelisk-Lutherska bekännelsekyrkan).
I Lova Herren 2020 finns en ny berabetning av texten av A Holmberg gjord 2016.
Melodi av Wolfgang Wessnitzer (D-dur, 4/4) från 1661, (samma som till Herre, samla oss nu alla). Tidigare användes enligt Koralbok för Nya psalmer, 1921 en tonsättning av Preben Nodermann och var då samma melodi som användes till psalmen Morgonrodnan mig skall väcka (1819 nr 423).

## Publicerad i
- Nya psalmer 1921, tillägget till 1819 års psalmbok som nummer 557 under rubriken "Kyrkan och nådemedlen: Dopet".
- Sionstoner 1935 som nummer 261 under rubriken "Nådens medel: Dopet".
- 1937 års psalmbok som nummer 184 under rubriken "Dopet".
- Den svenska psalmboken 1986, 1986 års Cecilia-psalmbok, Psalmer och Sånger 1987, Segertoner 1988 och Frälsningsarméns sångbok 1990 som nummer 69 under rubriken "Dopet".
- Finlandssvenska psalmboken 1986 som nummer 211 under rubriken "Dopet".
- Lova Herren 1987 som nummer 230 under rubriken "Dopet".
- Hela familjens psalmbok 2013 som nummer 132 under rubriken "Barn i Guds famn".[1]
- Lova Herren 2020 som nummer 212 under rubriken "Dopet".